# Ferrata del Piz da Lec
La ferrata del Piz da Lech è una via ferrata di media difficoltà che si trova nelle Dolomiti sul Gruppo del Sella sul versante della Val Badia.

## Descrizione del percorso

### Avvicinamento
Si può arrivare all'attacco della ferrata partendo da Corvara, usufruendo della cabinovia Boè che dal centro abitato porta fino al Rifugio Crep de Mont (2.198 m) e della seggiovia che da qui porta fino alla conca del Vallon (2.553 m); in alternativa, se si proviene da Arabba, si può raggiungere la stazione a valle della seggiovia Vallon dal Passo di Campolongo (1.875 m) tramite il facile sentiero n. 638. Dalla stazione a monte della seggiovia si segue sulla destra il sentiero che in circa 15 minuti porta fino all'attacco della ferrata posto sotto una parete nero-giallastra ben visibile dall'arrivo della seggiovia.

### Via ferrata
Si sale su facili rocce che richiedono comunque una buona capacità di arrampicata fino a giungere, circa a 2/3 della parete, a due scale metalliche molto esposte che conducono all'ultimo semplice tratto di ferrata. L'uscita dalla seconda scaletta è molto esposta e richiede sangue freddo e buone capacità. Prima di arrivare alla vetta manca ancora un ultimo tratto di sentiero da cui si può ammirare lo strapiombo sulla Val di Mesdì. Dalla cima il panorama a 360° è favoloso. 
L'intero percorso della via ferrata, sebbene attrezzato lungo tutta la sua lunghezza con una fune metallica, in certi tratti è carente di punti di appoggio che si trovano a fatica sulla roccia, soprattutto per chi non è molto alto e non arriva agli improbabili appigli affissi molto tempo addietro.

### Discesa
Si consiglia di non togliere l'attrezzatura da ferrata, infatti, il sentiero che riporta a valle segue in discesa gradoni e cenge ghiaiose fino ad incontrare un ultimo ostacolo rappresentato da alcuni scalini metallici che permettono di affrontare l'ultimo breve ma ripido salto di roccia. Qui si hanno due alternative: seguire un ripido sentierino lungo una gola franosa (sconsigliato) che riporta in poco tempo alla stazione a monte della seggiovia Vallon e ritornare con questa e la susseguente cabinovia a valle; imboccare il sentiero che con altre funi metalliche e brevi scalette conduce direttamente alla stazione a monte della cabinovia presso il Rifugio Crep de Mont e da qui ritornare con la cabinovia a Corvara o per mezzo del sentiero n. 638 al Campolongo.

### Ferrata del Vallon
Se si opta per rientrare alla stazione a monte della seggiovia del Vallon è possibile raggiungere in breve tempo l'attacco della vicina Ferrata del Vallon allungando l'itinerario di circa 3 ore con l'opzione di raggiungere anche il Piz Boè in circa 45 minuti di salita ulteriore.